# دور الجموح
يُقصد بمصطلح دَور الحِران في الحياة الجنسية فترة التعافي (عند الذكر الطبيعي) عقب هزة الجماع والتي يستحيل نفسيًا أثنائها الشعور بالإثارة من جديد. ويكون أغلبية الرجال في تلك الفترة غير قادرين على الحفاظ على أو الوصول لمرحلة الانتصاب، وينتاب العديد شعور نفسي ب ـ«الإشباع» ويكونون مؤقتًا غير مهتمين بالدخول في أي ممارسات جنسية أخرى. وقد يكون القضيب مفرط الحساسية وقد ينتج أي عملية استثارة جنسية أخرى شعورًا بالألم خلال ذلك الدور.
يتفاوت دَور الحِران بشكل كبير من شخص لآخر ومن فصيلة لأخرى، فقد تتراوح تلك الفترة من ثواني إلى أيام. يُعتقد أن الإفراز المتزايد لهرمون الأوكسيتوسين (oxytocin) والذي ينشط لحظة القذف مسؤول بشكل رئيسي عن دَور الحِران وقد تؤثر الكمية التي بموجبها يزداد معدل هرمون الأوكسيتوسين على طول دَور الحِران. يعد هرمون البرولاكتين (prolactin) الكيميائي مسؤولاً هو الآخر عن حدوث ذلك الأثر، إذ يسيطر ذلك الهرمون على مادة الدوبامين (dopamine) المسؤولة بدورها عن الإثارة الجنسية.
على النقيض من معظم الرجال، لا تواجه أغلبية النساء دور الحران بعد هزة الجماع مباشرة وفي حالات عدة تكن قادرات على الوصول إلى هزة جماع ثانية أو أخرى عن طريق المزيد من الاستثارة. وتكون الاستجابة الجنسية عند النساء أكثر تفاوتًا عن الرجال كما يوجد عديد من النساء يواجهن فرط حساسية بظري عقب هزة الجماع، مما ينتج عنه دور الحران. ويمكن لأولئك النساء الوصول إلى مزيد من الهزات، إلا أن الألم الذي تسببه تلك الحساسية يجعل ممارسة المزيد من الجنس أمر غير مرغوب فيه.
وطبقًا لبعض الدراسات، تبين أن الذكور البالغين من العمر 18 عامًا يمرون بدور حران لمدة 15 دقيقة بينما يستغرق الحران حوالي 20 ساعة تقريبًا لدى الذكور البالغين من العمر 70 عامًا ويبلغ متوسط الزمني لتلك الفترة لدى كافة الرجال نصف ساعة تقريبًا. إلا أنه نادرًا نجد بعض الذكور لا يتعرضون لدور حران أو لدور حران يدوم أقل من 10 ثوان.[تحقق من المصدر]بالرغم ما سبق ذكره، إلا أن ذلك لا يعد عدم وجود لدور الحران لكل ثانية (القدرة على إنجاز هزة جماع أخرى) ولكن على الأصح هي القدرة على الحفاظ على الانتصاب ومواصلة الممارسة الجنسية فورًا سواء صدرت هزة الجماع أم لم تصدر.

## روابط خارجية
- it - in) Glossary of clinical sexology)